# Webラジオ エルルゥの小部屋 IN うたわれるもの
Webラジオ エルルゥの小部屋 IN うたわれるもの は、OVA『うたわれるもの』に関連したインターネットラジオ番組。メインパーソナリティであるエルルゥ 役の柚木涼香が月替わりゲストと一緒に『うたわれるもの』の最新情報を発信する。

## 番組概要
配信サイトおよび配信日
音泉
Webラジオ エルルゥの小部屋 IN うたわれるもの 　2009年4月17日 - 、隔週木曜日配信
音泉では最新の1回のみ視聴可能。ただし、アニメイトTVにて過去分を含め配信している。
パーソナリティ
柚木涼香（エルルゥ 役）
ゲスト
スケジュールの問題で早くも来てくれるゲストがいなくなる状況のようである。（第9回放送より）

## コーナー
フツオタ
普通のお便りを紹介するコーナー。
トゥスクル戦略会議
何かをすることになった時、「うたわれるもの」のキャラクターから誰を選ぶかを理由と一緒に投票するコーナー。

## ゲスト
回数の後の日付は音泉の配信日。
- 第01回,第02回（2009年4月16日,2009年4月30日） - 田中敦子（カルラ役）
- 第03回,第04回（2009年5月14日,2009年5月28日） - 浪川大輔（ベナウィ役）
- 第05回,第06回（2009年6月11日,2009年6月25日） - 大原さやか（ウルトリィ役）
- 第07回,第08回（2009年7月9日,2009年7月23日） - 沢城みゆき（アルルゥ役）
- 第09回,第10回（2009年8月6日,2009年8月20日） - 三宅華也（トウカ役）
- 第11回（2009年9月3日） - Suara
- 第12回（2009年9月17日） - Suara & 小山剛志（クロウ役）
- 第13回,第14回（2009年10月1日,2009年10月15日） - 桐井大介（オボロ役）
- 第15回（2009年10月29日） - 石井真（アルサル役［ティアーズ・トゥ・ティアラ］）
- 第16回,第17回（2009年11月12日,2009年11月26日） - 中原麻衣（ユズハ役）
- 第18回,第19回（2009年12月10日,2009年12月24日） - 小山剛志（クロウ役）
- 第20回,第21回（2010年1月7日,2010年1月21日） - 渡辺明乃（ドリィ、グラァ役）
- 第22回,第23回（2010年2月4日,2010年2月18日） - 田中敦子（カルラ役）
- 第24回,第25回（2010年3月11日,2010年3月25日） - 釘宮理恵（カミュ役）
- 第26回,第27回（2010年4月8日,2010年4月22日） - 沢城みゆき（アルルゥ役） & 三宅華也（トウカ役）
- 第28回,第29回（2010年5月6日,2010年5月20日） - 小山剛志（クロウ役）
- 第30回（2010年6月3日） - 浪川大輔（ベナウィ役）
- 第31回（2010年6月17日） - 中原麻衣（ユズハ役）
- ラジオCD Vol.1 - 小山力也（ハクオロ役）& 浪川大輔（ベナウィ役）
- ラジオCD Vol.2 - 小山力也（ハクオロ役）& Suara
- ラジオCD Vol.3 - 小山力也（ハクオロ役）& 浪川大輔（ベナウィ役）& Suara
- 出張版 - 浪川大輔（ベナウィ役）

## ラジオCD
- ラジオCD「エルルゥの小部屋 IN うたわれるもの」第1巻（2009年12月23日発売）

【DISC-1】エルルゥの小部屋 IN うたわれるもの－特別編－ 『ベナウィの小部屋』
パーソナリティ: 浪川大輔（ベナウィ役）
ゲスト:小山力也（ハクオロ役）,柚木涼香（エルルゥ役）
【DISC-2】エルルゥの小部屋 IN うたわれるもの第1回から第12回までのMP3データ
一部ラジオCD版にアレンジ
DISC-1の特別編はベナウィの小部屋にハクオロとエルルゥが訪問するという形をとっている。
- ラジオCD「エルルゥの小部屋 IN うたわれるもの」第2巻（2010年3月25日発売）

【DISC-1】エルルゥの小部屋 IN うたわれるもの－特別編－ 『歌姫の小部屋』
パーソナリティ: Suara
ゲスト:小山力也（ハクオロ役）,柚木涼香（エルルゥ役）
【DISC-2】エルルゥの小部屋 IN うたわれるもの第13回から第22回までのMP3データ
一部ラジオCD版にアレンジ
DISC-1の特別編は歌姫（Suara）の小部屋にハクオロとエルルゥが訪問するという形をとっている。
- ラジオCD「エルルゥの小部屋 IN うたわれるもの」第3巻（2010年8月25日発売）

【DISC-1】エルルゥの小部屋 IN うたわれるもの－特別編－ 『歌姫とベナウィの小部屋』
パーソナリティ: Suara,浪川大輔（ベナウィ役）
ゲスト:小山力也（ハクオロ役）,柚木涼香（エルルゥ役）
【DISC-2】エルルゥの小部屋 IN うたわれるもの第23回から第31回までのMP3データ
一部ラジオCD版にアレンジ
DISC-1の特別編は歌姫（Suara）とベナウィの小部屋にハクオロとエルルゥが訪問するという形をとっている
- 「エルルゥの小部屋 IN うたわれるもの 出張版」

OVA　うたわれるもの第1巻　オマケCD
ゲスト：浪川大輔（ベナウィ役）

## 主題歌
- オープニングテーマ

1. 「adamant faith」
作詞：須谷尚子／作曲,編曲：松岡純也／歌：Suara

- エンディングテーマ

1. 「夢のつづき」
作詞：須谷尚子／作曲,編曲：衣笠道雄／歌：上原れな